# Kondoros
Kondoros é uma cidade da Hungria, situada no condado de Békés. Tem 81,84 km² de área e sua população em 2019 foi estimada em 4.867 habitantes.